# Stora Tuna distrikt
Stora Tuna distrikt är ett distrikt i Borlänge kommun och Dalarnas län. Distriktet ligger i och omkring Borlänge i södra Dalarna och är landskapets såväl som länets befolkningsmässigt största distrikt.

## Tidigare administrativ tillhörighet
Distriktet inrättades 2016 och utgörs av Stora Tuna socken samt området som till 1971 utgjorde Borlänge stad.
Området motsvarar den omfattning Stora Tuna församling hade vid årsskiftet 1999/2000.

## Tätorter och småorter
I Stora Tuna distrikt finns sex tätorter och arton småorter.

### Tätorter
- Borlänge
- Halvarsgårdarna
- Norr Amsberg
- Ornäs (del av)
- Repbäcken
- Torsång (del av)

### Småorter
- Bomsarvet, Blecktorp och Gerbergärdet
- Båtstad
- Duvnäs
- Fagerbacken
- Fjäkelmyra och Åby
- Floda och Bäck
- Gagnbro
- Grevbo
- Idkerberget
- Idkerberget norr
- Lennheden
- Rämshyttan
- Skärsjö
- Strandbro
- Tallbacken
- Tuna-Hästberg
- Västansjö och Långsjö
- Ängesgårdarna och Täktgårdarna